# Rainer Willeke

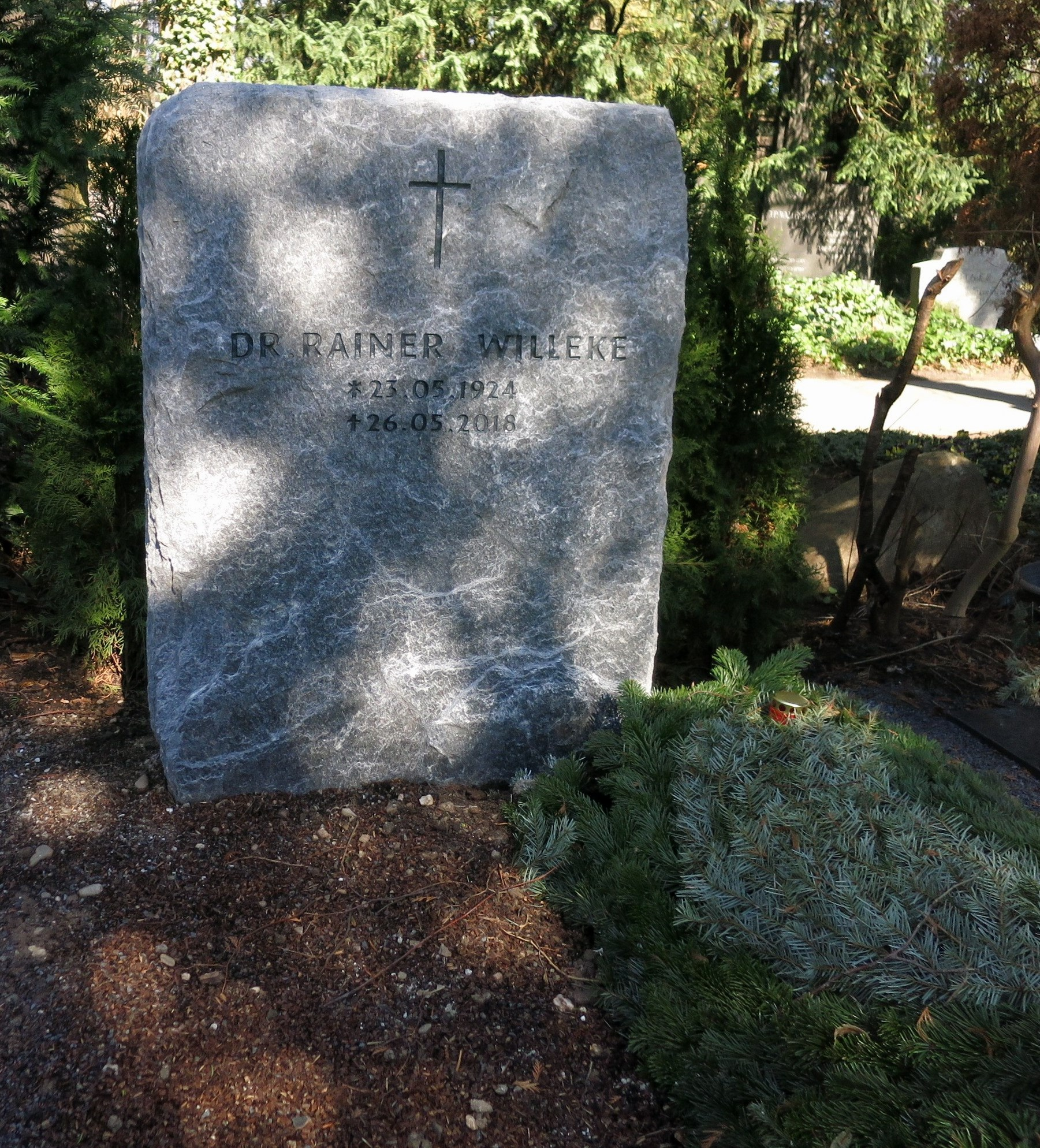
Grabstätte

Rainer Willeke (* 23. Mai 1924 in Recklinghausen; † 26. Mai 2018) war ein deutscher Finanz- und Verkehrswissenschaftler und Universitätsrektor.
Rainer Willeke, Sohn des CDU-Politikers Friedrich Wilhelm Willeke, studierte in den Jahren 1945 bis 1949 Volkswirtschaftslehre an der Universität Münster. Von 1950 bis 1952 arbeitete er an der Universität Münster als wissenschaftlicher Assistent für Volkswirtschaftslehre und am Institut für Verkehrswissenschaft. Im Anschluss erfolgte die Promotion.
Von 1952 bis 1958 arbeitete er als wissenschaftlicher Assistent an der Albert-Ludwigs-Universität Freiburg im Breisgau. Dort habilitierte er sich 1958 für Wirtschaftstheorie, Wirtschaftspolitik und Finanzwissenschaft. Von 1960 bis 1961 übernahm er eine Lehrstuhlvertretung an die Universität Hamburg.
Von 1961 bis 1989 hatte Willeke die Professur für Wirtschaftliche Staatswissenschaften und Verkehrswissenschaft an der Universität zu Köln inne. Zu seinen Doktoranden zählt insbesondere Norbert Walter-Borjans, von 2019 bis 2021 einer der Vorsitzenden der Sozialdemokratischen Partei Deutschlands (SPD). Von 1977 bis 1979 war Willeke Rektor der Kölner Universität.
Willeke starb 2018 drei Tage nach seinem 94. Geburtstag und wurde auf dem Kölner Melaten-Friedhof (Flur 26 (Y) Nr. 32b+33) beigesetzt.